# Myōō-in

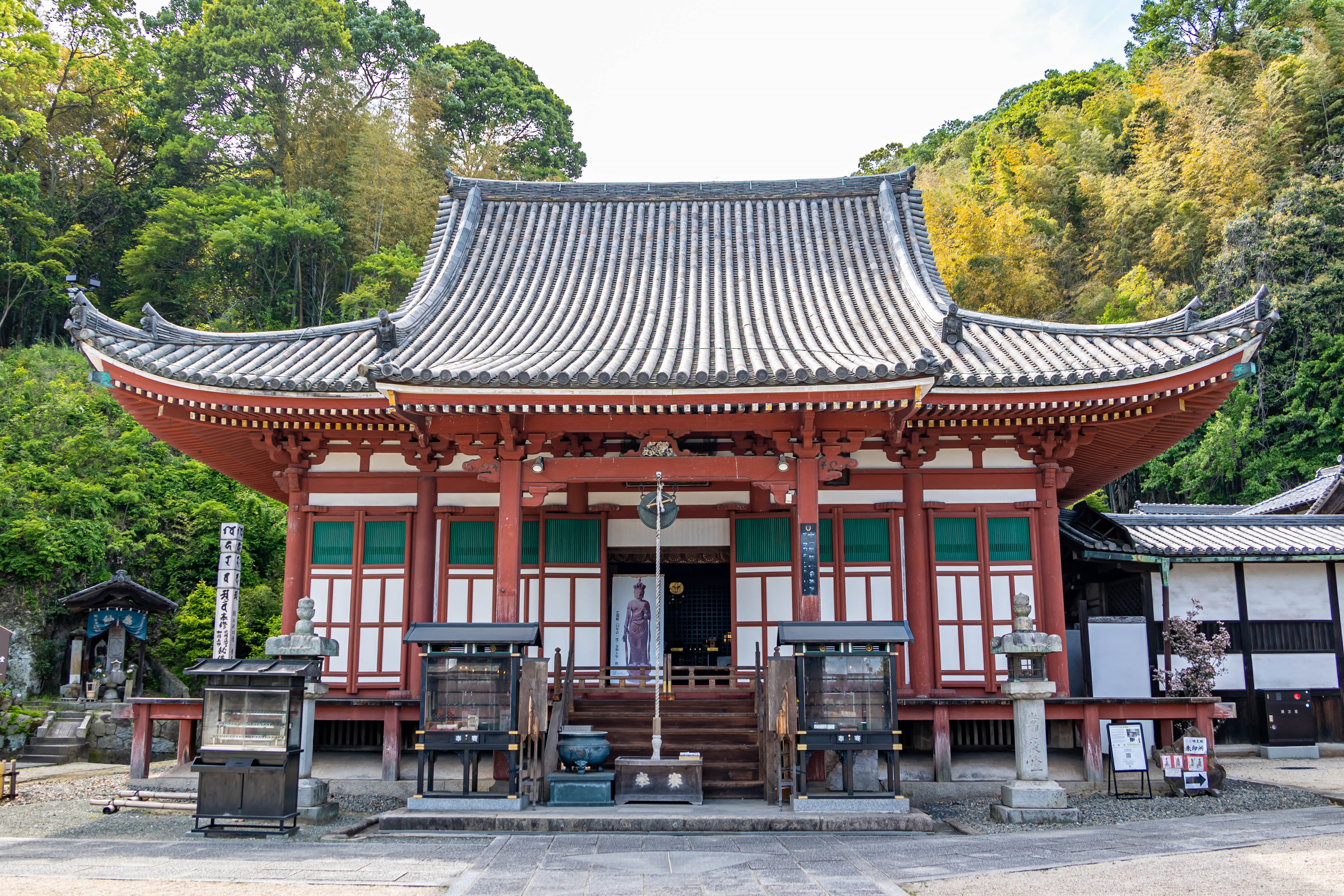
Haupthalle (Nationalschatz)

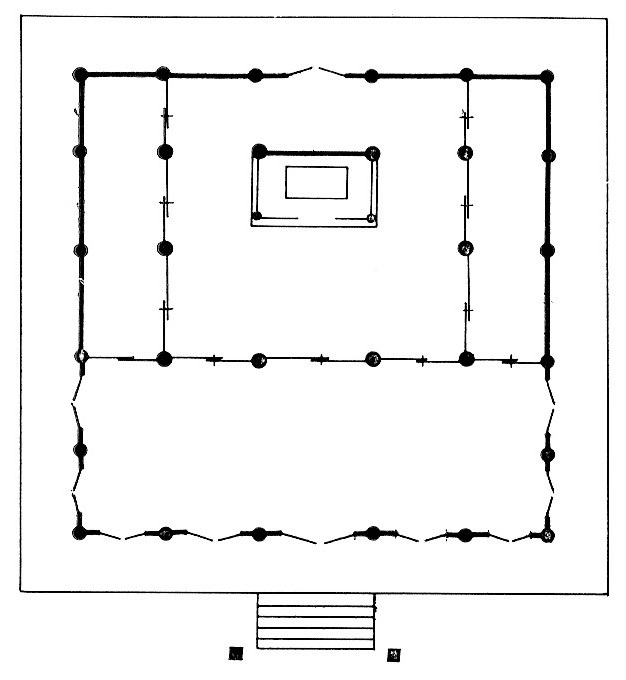
Plan der Haupthalle

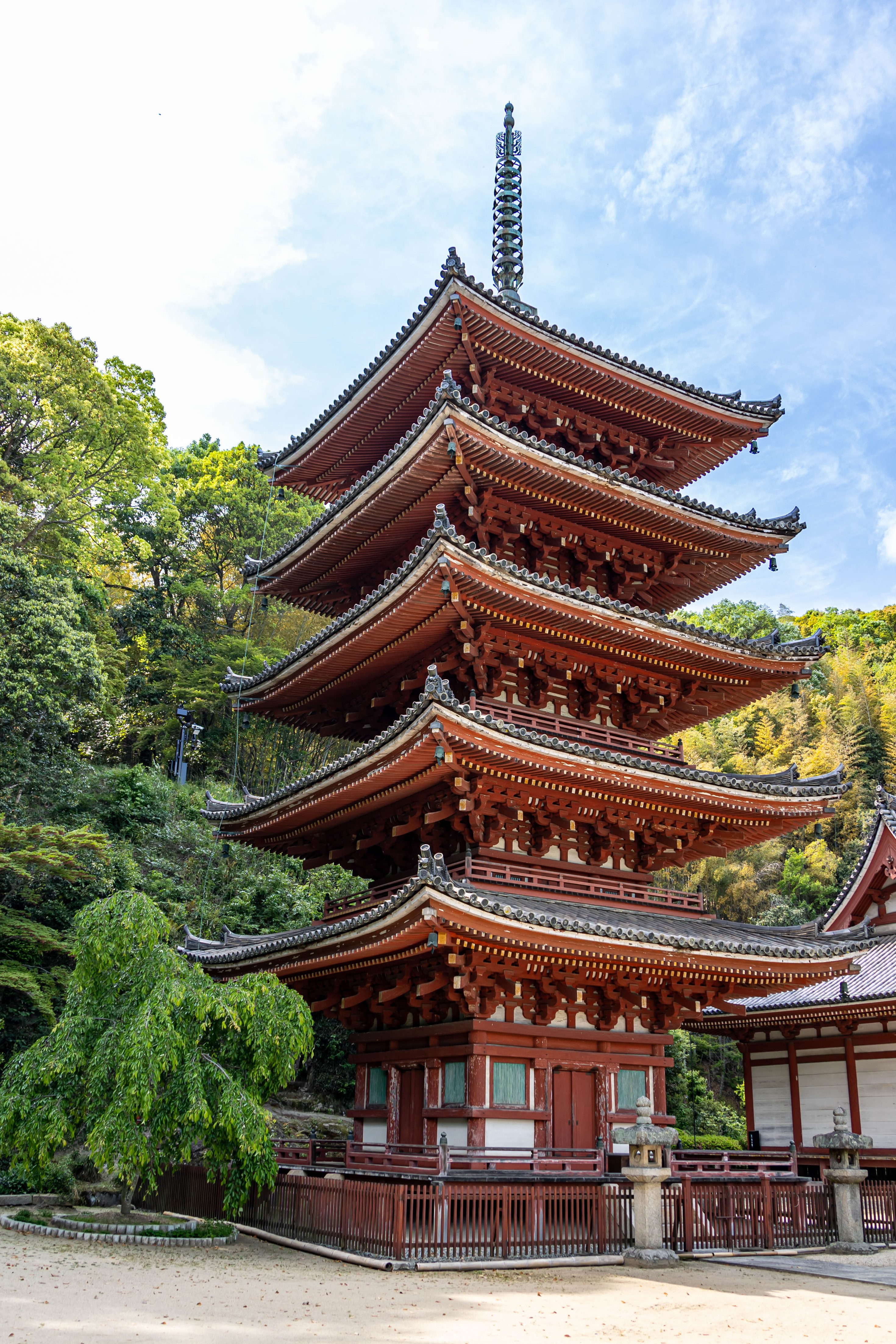
Pagode

Der Myōō-in (japanisch 明王院) ist ein Tempel der Tendai-Richtung des Buddhismus in Fukuyama (Präfektur Hiroshima). Er liegt weit außerhalb des Zentrums am Fluss Ashida.

## Geschichte
Der Überlieferung des Tempels soll der Vorgänger-Bau, der Jōfuku-ji (常福寺), vom Priester Kūkai im Jahr 807 errichtet worden sein. In der Edo-Zeit förderten die Daimyō von Fukuyama, die Mizuno und die Abe den Tempel.

## Die Anlage
Die Haupthalle (Hondō) wurde, wie man bei der Ausbesserung des Tempels 1962/1963 gefundenen aus Inschriften weiß, im Jahr 1321, also gegen Ende der Kamakura-Zeit  errichtet. Sie ist im Wesentlichen im japanischen Stil errichtet, weist aber auch Züge des Daibutsu- und des Zen-Stils auf. Es ist eine seltene Ausnahme für einen Tempel dieser Zeit. Zusammen mit der Haupthalle und der Schatzpagode des Jōdo-ji in Onomichi gehört dieser Tempel zu den ältesten Bauwerken am Inlandsee und ist als Nationalschatz registriert.
Die fünfstöckige Pagode (五重塔, Gojū-no-tō) wurde im Jahr 1338 errichtet. Sie ist beispielhaft für den japanischen Stil der Zeit der getrennten Kaiserhöfe und ist ebenfalls als Nationalschatz registriert. Im Erdgeschoss befindet sich ein Dainichi-nyorai (eigentlich der heilige Miroku), flankiert von den Heiligen Fudō-myōō und Aizen-myōō. Die Gruppe ist umgeben von den Shitennō-Säulen. Weiter sieht man Bilder der acht Gründungsväter des Shingon.

## Schätze des Tempels
In der Haupthalle wird eine stehende Elfköpfige Kannon aus der frühen Heian-Zeit, also aus der Gründungszeit des Tempels, verehrt. Sie ist als Wichtiges Kulturgut Japans registriert, ist aber im für die allgemeine Öffentlichkeit nicht sichtbar.